# Uperoleia saxatilis
Uperoleia saxatilis es una especie de anfibio anuro de la familia Myobatrachidae.

## Distribución geográfica
Esta especie es endémica de la región de Pilbara en Australia Occidental. Conocido solo en Cratón de Pilbara en asociación de hábitats rocosos, Australia.

## Publicación original
- Catullo, Doughty, Roberts & Keogh, 2011 : Multi-locus phylogeny and taxonomic revision of Uperoleia toadlets (Anura: Myobatrachidae) from the western arid zone of Australia, with a description of a new species. Zootaxa, n.º 2902, p. 1-43.[4]